# John Edmond
John Edmond (Luanshya, 18. studenog 1936.) rodezijski je narodni pjevač i umirovljeni vojnik koji je postao popularan 1970-ih zbog svojih rodezijskih domoljubnih pjesama. Dosegao je vrhunac svoje slave tijekom Rodezijskog građanskog rata.

## Osobni život
John Edmond je rođen 18. studenog 1936. u Luanshyi, Sjeverna Rodezija (današnja Zambija) u obitelji škotskog podrijetla. Tijekom njegova djetinjstva, on i njegovi roditelji selili su se između Škotske i središnje Afrike. Išao je u školu u Luanshyi, Sjeverna Rodezija; Edinburghu, Škotska; i u Južnoj Africi na Christian Brothers Collegeu u Pretoriji. Još u ranoj dobi pokazao je prirodni talent za glazbu kada je s tri godine dobio usnu harmoniku kao rođendanski poklon od svoje bake. John je savladao instrument u roku od pola sata. Kao izviđač svirao je trubu i bio je član lokalnog izviđačkog sastava. Dok je bio u školi u Edinburghu, izabran je da pjeva u zboru St John's Boys' Choir. Redovito je nastupao u glavnim ulogama na Christian Brothers Collegeu u operetama Gilbert i Sullivan. Edmond je bio glavni bubnjar na Christian Brothers Collegeu. Osvojio je juniorsko prvenstvo Južne Afrike u bubnjanju na Royal Scottish skupu na Wembleyu 1953. godine. Nakon Christian Brothers Collegea, Edmond se zaposlio u rudniku bakra Roan Antelope.
Nakon nekog vremena tamo, Edmond se pridružio Kraljevskoj rodezijskoj pukovniji Južne Rodezije u Bulawayu. Služio je na granici s Kongom, u Nyasalandu i Južnoj Rodeziji. Tijekom tog vremena kupio je gitaru i upoznao Billa Colemana dok je bio u vojsci. Nakon što je naučio svirati gitaru s Colemanom, Edmond je 1958. osnovao Bushcats Skiffle Group s dvojicom prijatelja iz vojske, Eugeneom van der Wattom i Ianom Kerrom. Grupa je bila uspješna i počela je svirati kabaret i rock 'n' roll. Nakon završetka vojne službe, Edmond je otišao u Englesku studirati o računalima i preselio se u Južnu Afriku sredinom 1960-ih. U Rodeziji se proslavio tijekom rata albumom Troopiesongs. Bio je i kantautor, napisao je hitove poput "The UDI Song". Nakon rata i neovisnosti Zimbabvea, nastavio je snimati albume kao što su Zimsongs i Zimtrax.
Godine 1982. Edmondova izdavačka kuća RAM (Roan Antelope Music) objavila je The story of Troopiesongs and the Rhodesian Bush War, zbirku stihova za Troopiesongs, u Johannesburgu.
Od 1987. Edmond i njegova supruga Theresa posjeduju i održavaju ljetovalište u Južnoj Africi pod nazivom "Kunkuru". Ljetovalište se nalazi u naselju Bela Bela. Edmond također ima svoju izdavačku kuću, Roan Antelope Music (RAM).

## Diskografija
| Album                                            | Godina | Izdavačka kuća    | Bilješke |
| ------------------------------------------------ | ------ | ----------------- | --- |
| Troopiesongs – Phase 1                           | 1976.  | Map               | |
| Boom Sha-la-la-lo                                | 1971.  | Storm             | |
| Troopiesongs – Phase 2                           | 1977.  | Map               | |
| Johno!                                           | 1972.  | Storm             | |
| Goodbye Is The Saddest Song                      | 1975.  | Satbel            | |
| The Greatest Hits of John Edmond                 | 1975.  | Sounds Superb/EMI | Bilješku na naslovnici koju je John Edmond napisao na engleskom i afrikaansu datirana je u svibanj 1975. |
| Wild And Beautiful And Free                      | 1976.  | Satbel            | |
| The Best of John Edmond                          | 1976.  | Satbel            | |
| Troopiesongs – Phase 3                           | 1978.  | Jo'burg           | |
| Rhodesia The Brave                               | 1979.  | Trutone           | |
| Hit Songs of John Edmond                         | 1975.  | MFP               | Poznat kao "Greatest Hits of John Edmond" (1975.) jer oznaka izdavačke kuće na Gratest Hitsu tvrdi da je "Hit Songs of John Edmond". Pjesme na Hit Songsu se podudaraju s koricamana Greatest Hits (Sounds Superb/EMI). |
| Troopiesongs – Phase 4                           | 1979.  | Gallo             | |
| Immortal Hits                                    | 1980.  | Gallo             | |
| Country Tracks                                   | 1981.  | Gallo             | |
| From The Heart                                   | 1982.  | Gallo             | |
| Troopies in Exile                                | 1982.  | Gallo             | |
| Love in the Country                              | 1984.  | Gallo             | |
| All Night Razzle                                 | 1984.  | Principal         | BUSHCATS ponovno formirani za ovo snimanje |
| The British South Africa Police Centenary Album  | 1989.  | RAM               | |
| The Rhodesia Centenary Album 1890 – 1990         | 1990.  | RAM               | |
| Rhodesians of the World                          | 1992.  | RAM               | |
| All Time Rhodesian Evergreens                    | 1999.  | RAM               | Ponovno izdan 2011. |
| Troopiesongs Complete                            | 1999.  | RAM               | Izdanje povodom 50. godišnjice ponovno je izdano 2011. |
| Heritage – Where We Come From                    | 2007.  | RAM               | |
| Party – All Night Razzle                         | 2007.  | RAM               | |
| Aviation Songs                                   |        | RAM               | |
| Born in Africa                                   |        | RAM               | |
| By Request                                       | 2004.  | Gallo             | |
| Friends, Rhodies, Countrymen                     | 2005.  | RAM               | |
| Wild and Beautiful and Free                      | 1990.  | RAM               | |
| Heritage                                         | 2007.  | RAM               | |
| Zimsongs                                         | 2011.  | RAM               | |
| Songs of the African Bush                        | 2013.  | RAM               | |
| Zimtrax                                          |        | RAM               | |
| Tales of the Game Rangers, Vol. 1 to Vol. 4      |        | RAM               | Volume 1 (1984.), Volume 2 (1987.), Volume 3 (1989.), Volume 4 (1993.) |
| Stories en Liedjies van die Wildtuin, Vol. 1 & 2 |        | RAM               | |
| The Boer War in Song                             | 2012.  | RAM               | Verziju na afrikaansu Die Boere Oorlog In Lied objavio je RAM 2014. godine |
| Campfire 'n Jamboree                             | 2013.  | RAM               | s The Campfire Singers |
| Songs of the African Battlefields                | 2014.  | RAM               | |
| Of Aeroplanes & African Plains                   | 2014.  | RAM               | |
| Boer and Brit Battlefield Heroes                 | 2016.  | RAM               | |
| Battlesongs of Brave Boer and Briton             | 2017.  | RAM               | |
| From the Pen of John Edmond                      | 2017.  | RAM               | |
| Legends                                          | 2018.  | RAM               | |
| Tales of Bird Watches, Vol.1                     | 2018.  | RAM               | |
| Songs of Kruger Park                             | 2019.  | RAM               | |
| Tales of Bird Watchers, Vol.2                    | 2019.  | RAM               | |
| Christmas in Africa                              | 2020.  | RAM               | |
| Ian Douglas Smith: The Man                       | 2021.  | RAM               | Serijal intervjua s Ianom Smithom koji priča o svojem životu s povremenim pjesmama i komentarima Johna Edmonda |
| Singin' with the Birds                           | 2021.  | RAM               | |
| Ballads of the Bushveld                          | 2022.  |                   | |

| Singlovi                            | Godina | Izdavačka kuća | Bilješke                                                    |
| ----------------------------------- | ------ | -------------- | ----------------------------------------------------------- |
| Farewell Britannia                  | 1969.  | Storm          |                                                             |
| Die Eerste Kersfeesnag              | 1969.  | Storm          |                                                             |
| Fairytales                          | 1969.  | Storm          | Ovo je bila njegova prva hit ploča                          |
| Round and Round                     | 1970.  | Storm          | Hit singl                                                   |
| Boom Sha-la-la-lo                   | 1971.  | Storm          | Hit singl                                                   |
| Pasadena                            | 1972.  | Map            | Hit singl                                                   |
| Every Day, Every Night              | 1972.  | Map            | Hit singl                                                   |
| Toy Train                           | 1973.  | Map            | Hit singl                                                   |
| Hello Susan                         | 1974.  | Map            |                                                             |
| Jock of the Bushveld                | 1975.  | Map            |                                                             |
| Goodbye Is The Saddest Song         | 1975.  | Map            | Hit singl                                                   |
| Nomad of the Kalahari               | 1976.  | Map            |                                                             |
| One Day He'll Call Me Daddy         | 1976.  | Map            |                                                             |
| It's Good To See You                | 1977.  | Jo'burg        |                                                             |
| Blue Brown Eyed Lady                | 1977.  | Jo'burg        |                                                             |
| Louie                               | 1978.  | RSA            |                                                             |
| Bye Bye Butterfly                   | 1979.  | EMI            |                                                             |
| Forever Young                       | 1980.  | Gallo          |                                                             |
| The Electric Thing                  | 1981.  | Gallo          |                                                             |
| The 124th Cavalry Regiment Lives On | 2017.  | RAM            | Producirano u suradnji s udrugom 124. konjaničkog regimenta |